# 吕志武
吕志武（1989年3月18日—），浙江省温州市鹿城区人，中国男子游泳运动员。

## 簡歷
2008北京奥运会中国体育代表团成员，主攻短距离自由泳。
2012年7月1日，国家体育总局训练局旁会议室里，安排出征伦敦奥运会浙籍体育健儿进行入党宣誓。浙江体育职业技术学院党委副书记、前中国游泳队总教练张亚东领誓，吕志武和孙杨宣誓成为中国共产党预备党员。吕志武代表中国出戰英國倫敦舉行的奥林匹克运动会游泳比賽男子100米自由泳、4×100米自由泳接力、4×200米自由泳接力及4×100米混合泳接力賽事。

## 运动经历
- 1996年 温州市少体校 教练林建国[3]
- 2002年 浙江省体育运动技术学院 教练徐国义
- 2006年 国家游泳队 教练徐国义

## 主要成绩
- 2007年 全国城市运动会 100米自由泳 第一名
- 2007年 全国城市运动会 50米自由泳 第二名
- 2008年 全国游泳冠军赛 50米自由泳 第三名
- 2008年 全国游泳冠军赛 4×100米自由泳接力 第一名
- 2010年 广州亚运会50米自由泳 第一名
- 2010年 广州亚运会4×100米自由泳 第一名
- 2010年 广州亚运会100米自由泳 第二名

## 主要记录
- 亚洲纪录 3:17.07 2008年全国游泳冠军赛 4×100米自由泳接力[4]
- 亚洲纪录 3:16.16 2008北京奥运会 4×100米自由泳接力[5]